# Chemin Mal-Clabel
Le chemin Mal-Clabel (en occitan : camin Mal Clavèl) est une voie de Toulouse, chef-lieu de la région Occitanie, dans le Midi de la France.

## Situation et accès

### Description
Le chemin Mal-Clabel est une voie publique. Il se trouve dans le quartier de La Terrasse.
Dans sa première partie, entre l'avenue de Saint-Exupéry et la rue de l'Abbé-Henri-Breuil, la chaussée compte une seule voie de circulation automobile en sens unique, tandis qu'une bande cyclable est réservée aux cyclistes roulant à contre-sens. Entre la rue de l'Abbé-Henri-Breuil et l'avenue Édouard-Lartet, la chaussée compte une voie de circulation dans chaque sens puis, l'avenue Édouard-Lartet et l'avenue de Saint-Exupéry, une seule voie de circulation à double-sens. Il n'existe en revanche pas d'aménagement cyclable. Enfin, le chemin Mal-Clabel appartient sur toute sa longueur à une zone 30 et la circulation y est limitée à 30 km/h.

### Voies rencontrées
Le chemin Mal-Clabel rencontre les voies suivantes, dans l'ordre des numéros croissants (« g » indique que la rue se situe à gauche, « d » à droite) :
1. Avenue Jean-Rieux
2. Rue de Superbagnères - accès piéton (d)
3. Rue de l'Abbé-Henri-Breuil (g)
4. Rue de la Meuse (d)
5. Rue de l'Ariège (g)
6. Rue de l'Aude
7. Rue des Bouches-du-Rhône (d)
8. Rue de la Franche-Comté (d)
9. Rue de l'Yser (g)
10. Rue des Corbières (d)
11. Rue Édouard-Lartet
12. Rue des Bégonias (d)
13. Rue du Mont-Vallier (d)
14. Avenue Jean-Rieux

### Transports
Le chemin Mal-Clabel est parcouru, entre la rue de l'Abbé-Henri-Breuil et l'avenue Antoine-de-Saint-Exupéry, par les lignes de Linéo L8 et de bus 51. En 2028, il se situera également à proximité de la station Ormeau, sur la ligne de métro , qui débouche sur la place du même nom.
Les stations de vélos en libre-service VélôToulouse les plus proches sont les stations no 201 (256 avenue Antoine-de-Saint-Exupéry), no 205 (58 avenue des Cottages) et no 207 (face 25 rue de l'Aude).

## Odonymie

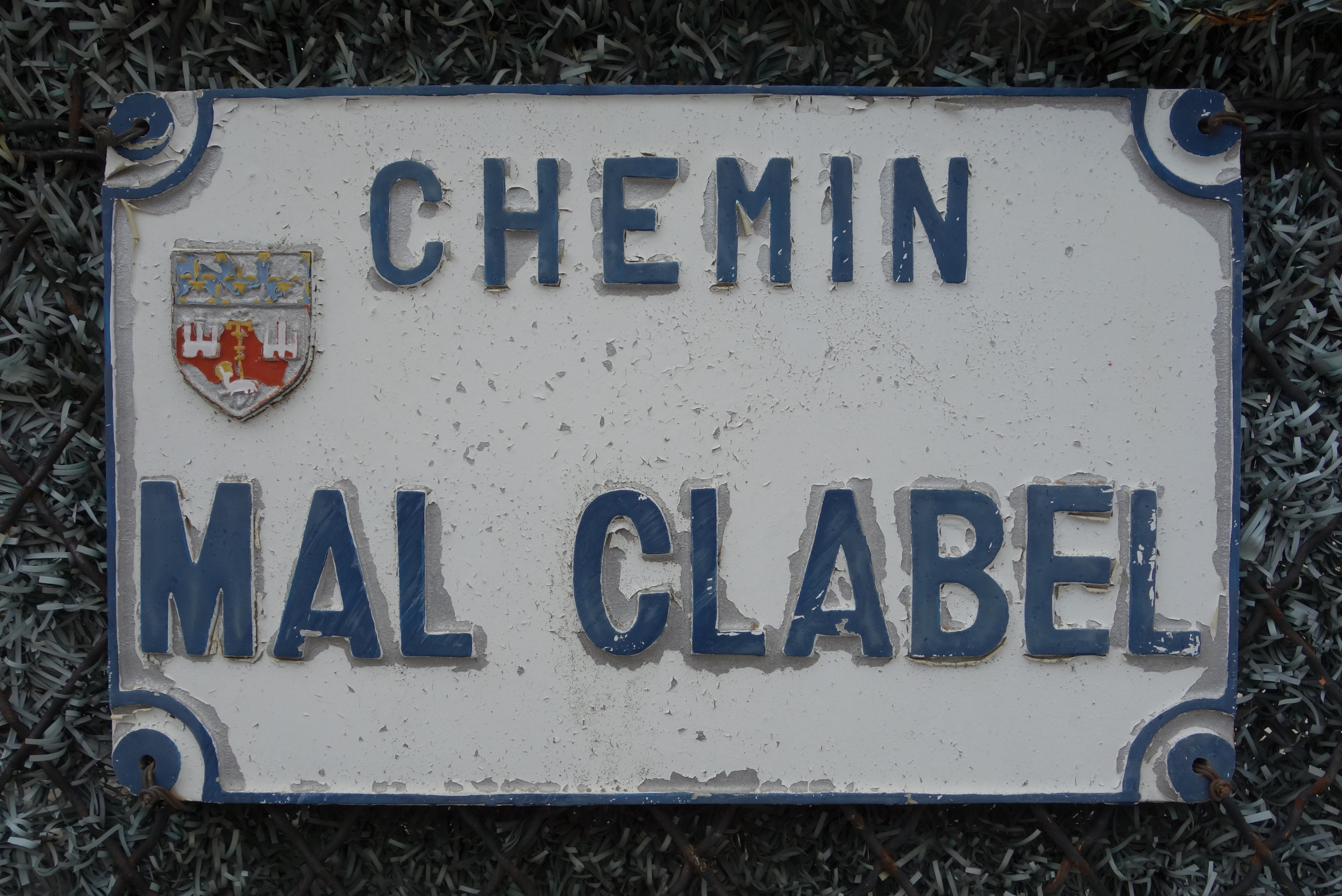
Plaque de rue.

Le chemin Mal-Clabel porte ce nom depuis la fin du XVe siècle. L'origine n'en est pas moins obscure : l'historien toulousain Pierre Salies signale seulement la présence, dans les registres du cadastre de 1478, d'un terrain désigné comme a mal clavel (« au mauvais clou » en occitan).
Par ailleurs, Pierre Salies signale une confusion fréquente, qui interprète l'adjectif « mal » pour l'abréviation de « maréchal » (Mal). Le chemin serait ainsi le « chemin Maréchal-Clabel ».

## Patrimoine et lieux d'intérêt
- no  54 : maison (1961).
- no  70 : maison (vers 1956).
- no  91 : maison (1972).